# Langzeitlagerung
Die Langzeitlagerung beschreibt in der Logistik eine auf einen längeren Zeitraum ausgelegte Lagerung von materiellen Gütern und digitalen Daten. Die größten Unterscheidungsmerkmale zur klassischen Lagerhaltung sind einerseits der zeitliche Horizont, in der die eingelagerten Güter verwahrt werden – dieser ist bei der Langzeitlagerung deutlich länger. Andererseits ist die Zugriffsintensität (also die Häufigkeit, mit der auf das Lagergut zugegriffen werden muss) wesentlich geringer. Der Begriff wird oft im Bereich der Archivierung verwendet, da bei der Langzeitlagerung vornehmlich werthaltige Güter dauerhaft eingelagert werden.
Gegenstände zur Langzeitlagerung sind unter anderem:
- Garantie- & Ersatzteile
- Werkzeuge
- Rückstellmuster
- Prototypen
- medizinische Proben
- Referenzmuster

## Ziele
Die Tätigkeit der Langzeitlagerung verfolgt hierbei mehrere Ziele:
- Einhaltung gesetzlicher Gewährleistungsfristen

- Maßnahmen zur Qualitätssicherung im Rahmen der Produkthaftung
- Überprüfung der Lieferqualität
- langfristige Gewährleistung von Verfügbarkeiten der eingelagerten Gegenstände

## Optimale Lagerbedingungen
Um die Funktionstüchtigkeit des Lagergutes auch auf lange Zeit sicher gewährleisten zu können, bedarf es optimaler Lagerbedingungen, die je nach eingelagertem Gut stark variieren können. Aus diesem Grund ist es von elementarer Wichtigkeit, sich eingehend mit den einzulagernden Gütern auseinanderzusetzen. Dazu ist es wichtig zu verstehen, welche Lagerbedingungen benötigt werden, um langfristig optimale Bedingungen schaffen und die Qualität, sowie die Sicherheit über einen langen Zeitraum gewährleisten zu können.

Faktoren, die bei einer Langzeitlagerung eine Rolle spielen:
- sachgerechte Klimawerte (Temperatur, relative Luftfeuchte)
- Sonnen- / UV-Einstrahlung
- Staub
- mechanischer Stress (Erschütterungen, Vibration)[1]
- Schutz vor Feuchtigkeit (Feuchtigkeitsaufnahme und Feuchtigkeitsentzug)[2]

Sofern diese Bedingungen erfüllt werden können, bietet sich für die Langzeitlagerung das unternehmenseigene Lager oder Archiv an. Andernfalls kann auf externe Firmen zurückgegriffen werden, die sich auf diese Art der Lagerungsform spezialisiert haben und die benötigten Bedingungen vorweisen können.